# گیسک (نروژ)
گیسک (به لاتین: Giske) یک شهرستان نروژ در نروژ است که در مور او رومسدال واقع شده‌است.

## خصوصیات
گیسک ۴۰٫۱۹ کیلومترمربع مساحت و ۷٬۵۴۱ نفر جمعیت دارد.